# Tephrosia decora
Tephrosia decora är en ärtväxtart som beskrevs av John Gilbert Baker. Tephrosia decora ingår i släktet Tephrosia och familjen ärtväxter. Inga underarter finns listade i Catalogue of Life.